# Đại ngư hải đường
Đại ngư hải đường (tiếng Trung: 大鱼海棠) là một bộ phim hoạt hình giả tưởng sử thi năm 2016 do Lương Toàn và Trương Chấn viết kịch bản, sản xuất và đạo diễn.Bộ phim hoạt hình đầu tiên của B&T hợp tác với Studio Mir, là sự đầu tư chung của B&T và Quang Tuyến. Nó được phát hành ở cả hai định dạng 2D và 3D tại Trung Quốc bởi Quang Tuyến vào ngày 8 tháng 7 năm 2016 
6 tháng 4 năm 2018 Shout! Factory mua lại quyền phân phối ở Bắc Mỹ, với bản phát hành rộng rãi dưới sự đồng phân phối với Funimation Films . Manga Entertainment phát hành bộ phim tại Vương quốc Liên hiệp Anh và Ireland vào ngày 18 tháng 4 năm 2018 .

## Lồng tiếng
| Nhân vật           | Miêu tả | Tiếng Trung                                                                                                   | Tiếng Anh                               |
| ------------------ | --- | --- | --------------------------------------- |
| Xuân               | Cô gái sống trong "Bảo trợ của Thần" có tính cách mạnh mẽ và kiên cường.Bề ngoài có chút lạnh lùng, nghiêm túc nhưng tâm hồn lại rất tinh tế. Xuân phụ trách sự phát triển của hoa Hải Đường, mẹ Phượng hy vọng rằng cô ấy có thể tự lập như chính mình. Cô luôn tò mò về thế giới loài người, và để đền đáp lòng tốt, hồi sinh cậu bé Côn với cái giá phải trả là một nửa mạng sống của mình. | Quý Quan Lâm / Phan Thục Lan (Lúc già) (Tiếng Trung) Đặng Lệ Hân / Bào Khởi Tịnh (Lúc già) (tiếng Quảng Đông) | Stephanie Sheh Elizabeth Sung (Lúc già) |
| Tiểu               | Người bạn đời lớn lên cùng Xuân, không có cha mẹ từ nhỏ, được bà nội nuôi nấng, phụ trách gió thu. Từ nhỏ anh đã thiếu kiềm chế, không sợ trời đất, nhưng sâu trong lòng anh sợ nhất là làm cho người thân của mình đau khổ. Sau đó, anh giao dịch với Linh Bà để đổi lấy mạng sống của mình và đưa Xuân và Côn đến thế giới loài người.                                                       | Tô Thượng Khanh (Tiếng Trung) Hồng Trác Lập (tiếng Quảng Đông)                                                | Johnny Yong Bosch                       |
| Côn                | Cậu bé tốt bụng đã hy sinh mạng sống của mình để cứu những con cá heo, linh hồn trở thành một con cá, lớn lên từ một con cá nhỏ thành quái thú khổng lồ Bắc Minh "Côn" , có thể trở lại hình dạng ban đầu vào một thời điểm nhất định. Sau đó, anh và Xuân đến thế giới loài người. | Hứa Ngụy Châu (Tiếng Trung) Ngô Nghiệp Khôn (tiếng Quảng Đông)                                                | Todd Haberkorn                          |
| Linh Bà            | Người phụ nữ cao tuổi, Phụ trách tất cả linh hồn người chết, thường thực hiện rất nhiều giao dịch tư nhân "bất hợp pháp". Cuối cùng, đưa linh hồn của Tiểu về nơi ở của mình, và muốn phục sinh Tiểu làm người kế vị. | Kim Sĩ Kiệt Lưu Thanh Vân (tiếng Quảng Đông)                                                                  | John White                              |
| Thử Bà Tử / Thử Bà | Bà già bí ẩn và xấu xí, phụ trách động vật không biết tốt xấu, ngoạn thế bất cung, suốt ngày ở với chuột, thích quấy rối những anh chàng đẹp trai. | Dương Đình | Cindy Robinson                          |
| Em gái Côn         | | Cửu Nhi | Cassandra Morris                        |
| Phiệt Hậu Thổ      | Ông của Xuân, một dược sĩ, với kỹ năng y tế tuyệt vời, đã cứu được vô số người nhưng không thể cứu được người mình yêu thương nhất. Về sau nó biến thành một khối gỗ khổng lồ. Phụ trách đất đai. | Vương Đức Thuận                                                                                               | Greg Chun                               |
| Phượng             | Mẹ của Xuân, một trong những người lớn tuổi của tộc Mộc, phụ trách việc trồng rau cua mùa xuân. Hy vọng con gái có thể ở một mình như mình. | Trương Viện Viện                                                                                              | Goddess Wu                              |
| Xích Tùng Tử       | Thần nông, phụ trách thời gian, mưa, cưỡi phượng hoàng | Trương Kiệt                                                                                                   |                                         |
| Chúc Dung          | | Mã Chính Dương                                                                                                |                                         |
| Lộc Thần           | Khương Quảng Đào | |                                         |
| Thụ                | Cha của Xuân, chồng của Phượng | Tiết Lập Phương                                                                                               | Greg Chun                               |
| Câu Mang           | Thần mộc | Bảo Mộc Trung Dương                                                                                           |                                         |
| Luy Tổ             | Con củaTây Lăng thị | Lưu Giáo Dư                                                                                                   | Erika Ishii                             |
| Đình Mục           | Một trong những người đến thế giới loài người để trả nghiệm tuổi già | Trình Vũ | Yuri Lowenthal                          |
| Dận                | Con gái của mẹ Dân | Trịnh Hải Âm                                                                                                  |                                         |
| Em gái Đình Mục    | | Phùng Hân Nhiên                                                                                               |                                         |
| Bà của Đình Mục    | | Trần Khôn |                                         |
| Mẹ của Đình Mục    | | Hoàng Lôi |                                         |
| Tiểu yêu           | | Vương Thiên Hân                                                                                               |                                         |
| Cơ Giác quái       | | Lý Thiên Hồ                                                                                                   |                                         |
| Mao quái           | Gia đình quái vật có lông | Chu Ngọc QuảngM                                                                                               |                                         |

## Nhạc phim

### OST
OST「Gặp nhau trong thế giới này」
Lời：Điền Hiểu Bằng, Sáng tác：Đậu Bằng, Trình bày：Trần Dịch Tấn
Nhạc cuối phim「Tưu Hề Như Phong」
Lời：Lương Toàn，Sáng tác, Biên khúc：Kiyoshi Yoshida, Trình bày：Từ Giai Oánh
Ấn tượng「Đại Ngư」
Lời：Doãn Ước, Sáng tác, Biên khúc Piano：Tiền Lôi, Trình bày：Châu Thâm; Lời Việt: Ngược Dòng - Phạm Lịch

### Soundtrack
| Nhạc gốc | Nhạc gốc                                         | Nhạc gốc   |
| STT      | Nhan đề                                          | Thời lượng |
| -------- | ------------------------------------------------ | ---------- |
| 1.       | "椿的夢 序曲（Đầu phim）"                        | 3:28       |
| 2.       | "騰霧奔霄（Horse Riding, Before Ceremony）"      | 1:20       |
| 3.       | "成年禮（Ceremony）"                             | 2:32       |
| 4.       | "海天之門（Ceremony Climax）"                    | 0:53       |
| 5.       | "美麗的人類世界（Encounter Human World）"        | 1:40       |
| 6.       | "陽光少年（Vigor Kun）"                          | 1:38       |
| 7.       | "暴風雨的第七日（Chun's Crisis）"                | 0:57       |
| 8.       | "不被信任的少年（Kun's Accident）"               | 1:33       |
| 9.       | "少年之死（Kun's Death）"                        | 1:19       |
| 10.      | "爺爺的啟示（Old Man's Enlightenment）"          | 1:10       |
| 11.      | "醒來（Chun's Awakening）"                       | 2:18       |
| 12.      | "椿的決心（Chun's Decision）"                    | 1:02       |
| 13.      | "三手擺渡者（Coming Boat）"                      | 0:37       |
| 14.      | "去往如升樓（To Soul Madam's Palace）"           | 1:07       |
| 15.      | "椿與靈婆的交易（Deal With Soul Madam）"         | 4:46       |
| 16.      | "老年椿之夢（Godmother Chun's Dream）"           | 2:17       |
| 17.      | "在毛毛細雨中飛翔（Chun & Kun's Pleasure Time）" | 0:59       |
| 18.      | "鯤在長大（Kun's Growing Process）"              | 0:20       |
| 19.      | "鼠婆子（Rat Madam's Appearance）"               | 0:36       |
| 20.      | "鼠婆之舞（Rat Madam's Dance）"                  | 0:39       |
| 21.      | "雙頭蛇（Fight Against Big Snake）"              | 0:58       |
| 22.      | "爺爺的黃昏（Dying Old Man）"                    | 0:25       |
| 23.      | "爺爺告別的話（Old Man's Last Words）"           | 2:23       |
| 24.      | "生長的海棠樹（Growing Crabapple Tree）"         | 1:17       |
| 25.      | "背著椿鯤的湫（Qiu Carry Chun & Kun）"           | 1:22       |
| 26.      | "椿之夢（Chun's Dream）"                         | 3:07       |
| 27.      | "湫與靈婆的交易（Qiu Deals With Soul Madam）"    | 2:36       |
| 28.      | "湫之悲（Qiu's Distress）"                       | 5:21       |
| 29.      | "無畏的湫（Brave Qiu）"                          | 1:54       |
| 30.      | "逍遙游（Drifting Chun & Kun）"                  | 2:12       |
| 31.      | "逃離（Escaping Chun & Kun）"                    | 3:00       |
| 32.      | "巨海棠（Chun's Destress And Big Crabapple）"    | 5:06       |
| 33.      | "無家可歸的鯤（Wandering Kun）"                  | 1:15       |
| 34.      | "重生（Rebirth）"                                | 1:32       |
| 35.      | "遙遠的旅途（Great Journey）"                    | 7:27       |
| 36.      | "最後的離別（Last Separation）"                  | 3:46       |
| 37.      | "生（Birth）"                                    | 5:16       |
| 38.      | "湫之重生（Qiu's Rebirth）"                      | 4:50       |